# Petersdorf (Meclemburgo-Pomerania Anteriore)
Petersdorf è una frazione del comune tedesco di Woldegk, in Meclemburgo-Pomerania Anteriore.
Fino al maggio 2019 era comune autonomo e faceva parte del circondario della Seenplatte del Meclemburgo, era amministrato dalla comunità amministrativa (Amt) di Woldegk.